# Villtjärnen (Holmöns socken, Västerbotten)
Villtjärnen är en sjö i Umeå kommun i Västerbotten och ingår i Dalkarlsån-Sävaråns kustområde. Villtjärnen ligger i Holmöarna Natura 2000-område.